# Lauvsnes
Lauvsnes è un villaggio della Norvegia, situato nella municipalità di Flatanger, nella contea di Trøndelag.